# Chikka Mattur, Hirekerur
Chikka Mattur là một làng thuộc tehsil Hirekerur, huyện Haveri, bang Karnataka, Ấn Độ.